# هارلي إيرل
هارلي إيرل (بالإنجليزية: Harley Earl)‏ هو مصمم أمريكي، ولد في 22 نوفمبر 1893 في هوليوود في الولايات المتحدة، وتوفي في 10 أبريل 1969 في بالم بيتش في الولايات المتحدة بسبب سكتة.

## سيرة ذاتية
ولد هاري إيرل في هوليود في كاليفورنيا في عام 1893. كان والده جيه. دابليو. إيرل صانع هياكل عربات وفي البداية عمل في تصميم العربات التي تجرّها الأحصنة ليعمل بعدها في تصميم هياكل مخصصة وأجزاء معينة وإضافات للعربات والسيارات التي بدأت بالظهور وقتذاك، ليؤسس Earl Automobile Works في عام 1908. أما الابن إيرل، فقد التحق بجامعة ستانفورد لكنه لم يكمل الدراسة، وتعلم على يد والده في الشركة، والتي بيعت فيما بعد لدون لي الذي كان موزعًا حصريًا لسيارة كاديلاك، والذي أبقى على هارلي إيرل كمدير لقسم الأجزاء المخصصة.

## وصلات خارجية
- هارلي إيرل على موقع الموسوعة البريطانية (الإنجليزية)